# Cronistoria dell'Associazione Calcio Monza
Nella presente pagina è riportata la cronistoria dell'Associazione Calcio Monza, società calcistica italiana per azioni con sede nella città di Monza.

### Bibliografiche
1. ↑  Comunicato ufficiale e resoconto pubblicato il 29 dicembre 1917 dalla Gazzetta dello Sport.
2. ↑  Sono poche le società che rimasero in vita durante tutta la Prima Guerra Mondiale: Inter, Milan, Saronno, Legnano e diverse altre adesso non più in vita.
3. ↑  Come risulta da evidenti documenti fotografici pubblicati sul libro "Bianco su rosso, la storia del Calcio Monza" l'ultima foto con la maglia bianco-azzurra divisa a metà è della stagione 1931-1932. Poi, per due stagioni consecutive, si passa ad una larga banda verticale rossa in mezzo al bianco.
4. ↑  Non va confuso l'A.C. Monza (2º nel girone C, ammessa alle finali quale prima squadra non riserve) con il Dopolavoro Singer, altra squadra monzese (1º nel girone G) anch'essa ammessa alle finali.